# فاكوندو تيلو
فاكوندو تيلو (مواليد 4 مايو 1982) هو حكم كرة قدم أرجنتيني، حصل على الشارة الدولية من قبل الفيفا في 2019.